# André van Outryve d'Ydewalle
André van Outryve d'Ydewalle (Ruddervoorde, 21 augustus 1873 - Beernem, 2 april 1940) was een Belgisch grootgrondbezitter, advocaat en burgemeester van Beernem.

## Levensloop
Ridder André Jean Marie van Outryve d'Ydewalle was een zoon van volksvertegenwoordiger Charles-Julien van Outryve d'Ydewalle (1840-1876) en van Marie Aronio de Romblay (1843-1926). Hij promoveerde tot doctor in de rechten aan de Katholieke Universiteit Leuven in 1895 en schreef zich in aan de Balie van Brugge. Ook al oefende hij geen grote activiteit uit als advocaat, bleef hij lid van de balie tot aan zijn dood.  
Hij trouwde in 1905 met Marie-Fernande de Vrière (1884-1931), dochter van burgemeester Etienne de Vrière. Ze hadden vijf kinderen, onder wie Hubert van Outryve d'Ydewalle, die na hem burgemeester werd. Een andere zoon was Thierry van Outryve d'Ydewalle (1911-1957), die trouwde met de Russische vorstin Hélène Obolensky (1917-1996), lid van de vorstelijke familie Obolensky.

## Politiek
André van Outryve d'Ydewalle was lid van de Kamer van volksvertegenwoordigers van november 1929 (in vervanging van Eugène Standaert) tot in 1932. 
In 1912 werd hij gemeenteraadslid in Beernem en begin 1927 werd hij burgemeester van deze gemeente, wat hij bleef tot aan zijn dood. 
Samen met zijn broer Emmanuel Charles van Outryve d'Ydewalle was hij actief in de Vrije Eigenaars- en Landbouwersbond en in de wateringen (voorzitter van de watering Eyensluis). Een andere broer van hem was Stanislas van Outryve d'Ydewalle, burgemeester van Sint-Andries.

## Voetnota
1. ↑  Meestal wordt Beernem als overlijdensplaats genoteerd. Nochtans geeft de État présent de la noblesse belge Brugge aan.